# Jahshaka
Jahshaka (antes Cinefx) es un editor de video libre para los sistemas operativos GNU/Linux, Mac OS X, IRIX y Windows, con intenciones de adaptarlo a Solaris. Jashaka un editor de video no lineal, (composición y posproducción) para efectos especiales. Viene con muchos filtros, permite obtener una gran variedad de efectos, típicos de las películas de ciencia ficción o de los videos musicales. Estos filtros son muy versátiles gracias a un sistema de "claves para posicionar" que permiten su variación. Jahshaka fue liberado por Jah Shaka, alias de Karsten Becker. Se basa en el conjunto de herramientas Qt. Esta aplicación es una posible alternativa a los programas de edición de vídeo como Adobe After Effects y combustion. Jahshaka utiliza OpenGL y OpenML lo que permite la animación en tres dimensiones, además de permitir editar la música o audio a utilizar en los vídeos. Debido a la limitada capacidad de exportación de los proyectos iniciados, es inútil para su uso productivo.

## Historia del proyecto
Jahshaka fue liberado bajo la Licencia Pública General GNU y fue desarrollado por Jah Shaka, cuyo nombre real es Karsten Becker. Jah Shaka nació en Kingston (Jamaica), era un vendedor de sistemas SGI y ahora se dedica a la programación. La versión 2.0 fue lanzada el 4 de octubre de 2006. ya tenía efectos en tiempo real. Esto la comparaba con programas como Video Toaster o After Effects.

## Críticas y el abandono del proyecto
En algún punto se presentaron desacuerdos con los patrocinantes del proyecto que hicieron que los avances en el proyecto se retrasaran cada vez más. La versión 2.0 de Jahshaka llegó a estar tan inestable que decidieron reescribir de nuevo la aplicación para hacer una tercera versión desde cero mucho más pulida, pero esa versión 3 nunca llegó. Después, el 17 de enero de 2008, el equipo de desarrollo anuncia que el proyecto fue restablecido, después de haber sido separado de sus patrocinadores. Hubo discusiones en los foros y el argumento de los desarrolladores siempre fue que estaban trabajando en OpenLibraries, unas bibliotecas con las que iban a construir el nuevo Jahshaka, pero los foros fueron cerrados y la versión 3 nunca fue publicada, aunque sí hubo actividad en las OpenLibraries hasta el 23 de octubre de 2009.

## El "renacimiento" de Jahshaka
A principios de 2009 el proyecto fue revivido como CineFX. Más tarde, con el regreso del desarrollador original, volvió a denominarse Jahshaka. En un post publicado el 4 de febrero de 2012, en la página oficial de Jahshaka, el equipo realizador anunció que se reunieron para retomar y relanzar el proyecto. En el mismo post pidieron ayuda a programadores interesados para terminar el trabajo y así lanzar una posible versión beta estable de Jahshaka en el futuro. El 26 de diciembre de 2013 publicaron un artículo en su blog "Jahshaka is back" (Jahshaka ha vuelto) en el que detallan que después de 7 años dormidos habían vuelto, prometiendo mantener informados a los usuarios de lo que va ocurriendo con Jahshaka con artículos frecuentes.

## Características
Utiliza el poder de los procesadores gráficos, (GPU) para procesar filtros u operaciones de color realizadas por el usuario. Fue desarrollado con Qt y se puede instalar en GNU/Linux, Windows y Mac OS X.
Las transformaciones gráficas son compatibles con una biblioteca separada llamada OpenObjectlibs, la cual es parte integral del software. Jahshaka incluye un módulo p2p para compartir recursos de producción con otros usuarios.
El equipo de desarrollo estableció un servidor en fase de prueba para la comunidad de usuarios de Jahshaka, (www.jahshaka.org). El cual permitiría a cada diseñador editar y compartir sus recursos y vídeos mediante la creación de un espacio web personalizado y/o grupos de trabajo, (actualmente inactivo).
La versión más completa de Jahshaka esta bajo GNU/Linux, ya que permite editor anexar filtros y módulos de prueba "beta" (actualmente el de edición de vídeo) antes de su integración final. El desarrollo se realiza bajo Fedora (Red Hat)
Jahshaka es compatible para PAL, NTSC y HD.
Por ahora los distintos módulos que componen la interfaz de Jahshaka no están relacionados de forma independiente, por lo que el trabajo se debe llevar a cabo dentro de cada módulo (aparejo/montaje/colorimetría/efectos/Tipografía/compresión). Los módulos estarán vinculados en la futura versión 3.
La GUI no parecerá desconocida a los usuarios de Combustión y AfterEffects, pero parecerá muy compleja a aquellos que buscan algo más simplificado. En este sentido, un módulo Jahshaka simplificado debe provenir de la estabilización de las funciones básicas en la futura versión 3: se nombraría jahTools.
por el momento, la traducción de Jahshaka a muchos idiomas son incompletas o aproximadas.